# Aishiteruze Baby
Aishiteruze Baby (愛してるぜベイベ★★) é uma série animada de 26 episódios baseada no manga criado por Maki Youko (槙ようこ). 
Aishiteruze Baby é uma série  que se centra na vida de Kippei Katakura, um típico playboy que gasta seu tempo com garotas (por exemplo, para cada dia da semana uma namorada). Um dia, sua irmã mais velha liga e diz para ele ir correndo para casa. Quando chega lá encontra Yuzuyu Sakashita, sua prima de cinco anos. Sua irmã diz que ele terá de cuidar dela, pois sua mãe sumiu do mundo.

## Personagens
- Yuzuyu - Após seu pai ter morrido e sua mãe abandoná-la, Yuzuyu vai viver na casa de Kippei. Ela é muito querida, mas como é natural para uma menina da sua idade, faz birra, chora bastante, briga e tem medo. Refere-se a ela mesma de Yuzu e trata Kippei por Kippei onii-chan

- Kippei - Kippei vai sofrendo uma belíssima mudança durante o decorrer do anime. De rapaz relapso, irresponsável, mulherengo e individualista vai se transformando numa pessoa sensível, responsável e ciente das coisas ao seu redor.

- Reiko ou Nee-chan - Irmã mais velha de Kippei. Tem uma personalidade forte e é muito direta

- Marika - amiga da escola da Yuzuyu. Tem atitudes adultas e artificiais demais para sua idade.Tem ciúmes da Yuzuyu pois esta tem um irmão mais velho.

- Kokoro - é colega de turma de Kippei. É seria e mais madura que os seus colegas, mesmo tendo as suas amigas Motoki e Aki, a sua mãe morreu quando ela era muito pequena, e durante a história ela vai começar a viver sozinha pois o pai tem outra mulher na sua vida. Não parecendo ela preocupa-se muito com a família e gosta muito de Kippei.A tradução de seu nome em japonês quer dizer coração.

- Motoki - amiga chegada de Kokoro, ela é séria como a Kokoro, mas não tão reservada.Ela costuma explodir de raiva por Kippei quando este faz coisas absurdas, sem noção e sempre tem umas palavras duras para lhe dizer.

- Aki - amiga de Kippei, porém é mais próxima de Kokoro, embora muito diferente dela. Aki é uma garota cheia de energia mas não explode de raiva por Kippei como Motoki.

- Satsuki - Irmão mais novo de Kippei. Embora seja mais novo do que Kippei parece mais velho na maneira de agir. É muito sossegado e gentil.

- Ken - amigo chegado de Yuzuyu.

## Músicas
- Tema de Abertura : "Sunny Side Up" - Hitoto Yo
- Tema de Encerramento : "年年歳歳" - Hitoto Yo